# Emergía
La emergía (del lat. energīa, y este del gr. ἐνέργεια). es la energía útil (exergía) de un determinado tipo que se ha usado directa o indirectamente en las transformaciones necesarias para generar un producto o servicio. La emergía tiene en consideración, y de hecho mide, la calidad de las diferentes formas de energía. La emergía es una expresión de toda la energía usada en los procesos que generan un producto o servicio en unidades de un tipo particular de energía. La unidad de emergía es el emjulio  que se refiere a la energía útil de un tipo consumida en las transformaciones. La emergía tiene en cuenta diferentes formas de energía y recursos (e.g. luz del sol, agua, combustibles fósiles, minerales, etc). Cada una de estas formas de energía se produce a través de procesos de transformación en la naturaleza, y tiene una determinada capacidad para realizar trabajo, tanto en sistemas ecológicos como humanos. El reconocimiento de esas diferencias en “calidad” es un concepto clave en la metodología de la emergía.

## Historia
Las bases teóricas y conceptuales de la metodología emergética se encuentran en la termodinámica, la teoría general de sistemas y la ecología de sistemas. Existen dos publicaciones clave que sirven para entender la historia de esta teoría durante sus primeros 30 años, el libro de H.T Odum Environmental Accounting y el volumen editado por C.A.S. Hall titulado Maximum Power. Al inicio de los años 50, Odum observó la calidad de la energía a partir de los resultados de sus investigaciones y modelos de simulación de los ecosistemas y la naturaleza (e.g. Silver Springs, Florida; Eniwetok atoll in the south Pacific; Galveston Bay, Texas y Puerto Rican rainforests, entre otros), en los que manejaba diferentes formas de energía a diferentes escalas. Sus investigaciones sobre los flujos de energía en los ecosistemas y las diferencias en el potencial de trabajo de la luz del sol, las corrientes de agua dulce, los vientos, las corrientes oceánicas e incluso los combustibles fósiles pusieron en evidencia que cuando dos o más fuentes de energía dirigen un sistema, estas no se pueden añadir sin convertirlas primero a una medida común que tenga en cuenta no solo su cantidad sino también su calidad. Este razonamiento conducía al concepto de “energía de un determinado tipo” con el nombre de “coste energético”.
El primer enunciado formal de lo que posteriormente se daría en llamar emergía se produjo en:

La energía se mide por calorías, btu, kilovatios-hora y otras unidades intraconvertibles, pero la energía tiene una escala de calidad que no se indica en estas medidas. La capacidad de hacer el trabajo para el hombre depende de la calidad y cantidad de energía y esto se mide por la cantidad de energía de un grado de calidad inferior requerida para desarrollar el grado superior. La escala de energía va desde la luz solar diluida hasta la materia vegetal, al carbón, desde el carbón al petróleo, a la electricidad y hasta los esfuerzos de alta calidad del procesamiento de la información de las computadoras y del hombre

Parece que la primera evaluación cuantitativa de la calidad de la energía se produjo en 1975 durante una conferencia para la recogida del Premio “Institute la Vie” en París, que contenía una tabla de “Factores de calidad de energía”, o kilocalorías (kcal) de energía solar requeridas para producir una kilocaloría (kcal) de energía de mayor calidad. Esta es la primera mención al principio de jerarquía de la energía, que señala que “la calidad de la energía se mide a través de la energía usada en las transformaciones” de un tipo de energía al siguiente. 
Estos factores de calidad de la energía, se representaban en términos de combustibles fósiles y fueron llamados “Equivalentes de trabajo-combustible fósil” ("Fossil Fuel Work Equivalents (FFWE)) y la calidad de las energías se medían según una equivalencia aproximada de 1 kcal de combustible fósil equivale a 2000 kcal de luz solar. Los “factores de calidad energética” fueron calculados mediante la evaluación de la cantidad de energía usada en los procesos de transformación para dar lugar a una nueva forma de energía, y fueron usados para convertir nuevas formas de energía a una forma común, en este caso a equivalentes de trabajo-combustible fósil (FFWE). Dicha base fue luego referida a equivalentes de carbón (CE), y en 1977, el sistema de evaluación de la calidad se refirió finalmente a una base solar y se denominó equivalentes solares (SE).

### Energía incorporada
En este contexto, el término "energía incorporada" se usó por primera vez a principios de los años 80 para referirse a las diferencias en calidad de la energía en términos de sus costes de generación, y a un factor denominado “factor de calidad” para las calorías (o julios) de un tipo de energía requeridas para generar otra. Sin embargo, dado que el término energía incorporada ya era usado por otros grupos que evaluaban la energía fósil requerida para generar determinados productos, y en el mismo no se incluían todos los tipos de energía ni tenía implicaciones relacionadas con la calidad de la energía, se abandonó la denominación energía incorporada por “calorías solares incorporadas” y el factor de calidad se vino a denominar “factor de transformación”. 

### Introducción del término "emergía"
El término "energía incorporada" fue a su vez abandonado cuando en 1986 David Scienceman, un profesor australiano visitante en la Universidad de Florida, sugirió el término “emergía” y el “emjulio” o “emcaloría” como las unidades de medida para distinguir las unidades de emergía de aquellas de energía útil. A la vez, el término “factor de transformación” se acortó para dar lugar al de “transformicidad” (transformity). Es importante señalar que a lo largo de estos veinte años la línea de base o la base de evaluación de las formas de energía y recursos pasó de la materia orgánica, a los combustibles fósiles y finalmente a la energía solar. 
Entre 1986 y la actualidad, la metodología emergética ha continuado desarrollándose a la vez que la comunidad de investigadores se expandía y se presentaban nuevas aplicaciones de la metodología en sistemas combinados hombre-naturaleza, lo que ha derivado, a su vez en nuevos desafíos teóricos y conceptuales. La madurez de la metodología ha derivado en definiciones conceptuales y nomenclaturas más rigurosas y al perfeccionamiento de los métodos de cálculo de las transformicidades. La International Society for the Advancement of Emergy Research y la International Conference que se celebra cada dos años  en el campus de la Universidad de Florida apoyan esta investigación. 

### Cronología
La tabla siguiente muestra una cronología de la evolución de la metodología y su nomenclatura.
| Años          | Base contable | Valor unitario emergético (UEV) | Unidades | Referencia    |
| ------------- | --- | --- | --- | ------------- |
| 1967-1971     | La materia orgánica es la línea de base. Todas las energías de mayor calidad (madera, turba, carbón, petróleo, biomasa viva, etc.) expresadas en unidades de materia orgánica.                                                | El equivalente solar de la materia orgánica era = 1000 kcal por kcal de materia orgánica                                                     | peso seco de M.O. en g.; kcal, conversión de M.O. a kcal = 5 kcal/g peso seco                                                | [ 9 ]         |
| 1973-1980     | Los combustibles fósiles y luego el carbón son la línea de base. La energía de menor calidad (luz solar, plantas, madera, etc.) se expresó en unidades de combustibles fósiles y luego en unidades de equivalentes de carbón. | La equivalencia entre luz solar directa y los combustibles fósiles era = 2000 kilocalorías de luz solar por kilocaloría de combustible fósil | Equivalentes de trabajo-combustible fósil (FFWE) y más tarde, equivalentes de carbón (CE)                                    | [ 14 ] [ 15 ] |
| 1980-1982     | La energía solar global es la línea de base. Todas las energías de mayor calidad (viento, lluvia, olas, materia orgánica, madera, combustibles fósiles, etc.) expresadas en unidades de energía solar                         | 6800 Calorías globales solares por Caloría de energía útil en el carbono                                                                     | Caloría solares globales (GSE).                                                                                              | [ 3 ] [ 16 ]  |
| 1983-1886     | Reconocimiento de que la energía solar, el calor de la Tierra, y el impulso de las mareas eran la base de los procesos globales. El total de la energía global es la suma de estas fuentes (9.44 E24 J solares/año)           | La cantidad de julios solares incorporados por unidad de combustible fósil = 40000 seJ/J                                                     | Equivalentes de energía solar incorporada (SEJ), más tarde denominados equivalentes de emergía solar, con nomenclatura (seJ) | [ 17 ]        |
| 1987-2000     | Mejora de la base contable del total de la energía que dirige los procesos globales, energía solar incorporada renombrada como EMERGÍA                                                                                        | Emergía solar por julio de energía de carbón ~ 40000 emjulios solares/ julio (seJ/J), denominada Transformicidad                             | seJ/J = Transformicidad; seJ/g = Emergía específica                                                                          | [ 1 ]         |
| 2000-presente | Nuevo cálculo de la energía que impulsa la biosfera = 15.83 E24 seJ/año elevando el valor previamente calculado de todas las transformicidades por un factor de 15.83/9.44 = 1.68                                             | Emergía solar por julio de energía de carbón ~ 6.7 E4 seJ/J                                                                                  | seJ/J = Transformicidad; seJ/g = Emergía específica                                                                          | [ 18 ]        |

## Definiciones y ejemplos
A continuación se dan las definiciones de los términos más importantes usados en la metodología emergética.
Emergía —  es la energía útil de una determinada forma usada directa o indirectamente para generar un determinado producto o servicio. La unidad de la emergía es el emjulio o julio emergético. Usando la emergía, se pueden poner sobre una base común la luz solar, los combustibles, la electricidad, y los servicios humanos, expresándolos en emjulios de energía solar que cada uno de ellos requiere para ser producidos. Si la base contable es la emergía solar, entonces los resultados se expresan en emjulios solares (seJ, en su formato abreviado). Aunque se han usado otras bases contables, como los emjulios de carbón o los emjulios de electricidad, la mayor parte de los datos de emergía están calculados en emjulios solares.
Valores Unitarios Emergéticos (UEVs)  se calculan sobre la base de la emergía requerida para generar una unidad de producto o servicio generado en un determinado proceso. Hay varios tipos de UEVs, como se describe a continuación:
Transformicidad – la cantidad de emergía introducida por unidad de energía útil generada. Por ejemplo, si se requieren 10000 emjulios solares para generar un julio de madera, entonces la transformicidad solar de la madera será de 10000 emjulios solares por julio (seJ/J, en su forma abreviada). La transformicidad de la luz solar absorbida por la Tierra es 1.0 por definición.
Emergía específica – emergía por unidad de masa generada. La emergía específica se expresa habitualmente como emergía solar por gramo (seJ/g). Los recursos materiales se evalúan mejor con datos sobre una base de emergía por unidad de masa. Dado que se requiere energía para concentrar los materiales, el valor emergético unitario de cualquier sustancia se incrementa con la concentración. Los elementos y compuestos no abundantes en la naturaleza tienen entonces mayores relaciones emergía/masa cuando se encuentran más concentrados dado que se requiere más trabajo ambiental para concentrarlos, tanto especialmente como desde un punto de vista químico.
Emergía por unidad monetaria – emergía necesaria para la generación de una unidad de producto económico (expresada como moneda). Se usa para convertir pagos monetarios en unidades de emergía. Dado que el dinero se paga a las personas por sus servicios y no al medio ambiente, la contribución de un pago monetario a un proceso es la emergía que las personas pueden comprar con el dinero al que se refiere el pago. La cantidad de recursos que el dinero comprar depende de la cantidad de emergía que soporta la economía y de la cantidad de dinero circulante. La relación media emergía/dinero en emjulios solares/unidad monetaria puede ser calculada dividiendo el uso total de emergía de un estado o nación por su producto económico bruto. Varía según el país y decrece anualmente, lo que se entiende como un índice de inflación. Esta relación emergía/dinero es útil para contemplar la participación de los servicios en el sistema, que habitualmente se incluye en términos exclusivamente monetarios
Emergía por unidad de trabajo- la cantidad de emergía necesaria para mantener una unidad de trabajo directamente utilizada en el proceso. Los trabajadores realizan un trabajo en un proceso, de tal modo que de modo indirecto invierten en el proceso el conjunto de la emergía que hace posible ese trabajo (alimento, entrenamiento, transporte, etc). Esta intensidad emergética generalmente se expresa como unidad de emergía por unidad de tiempo (seJ/año; seJ/hora), pero también se utiliza la emergía por unidad de dinero ganado (seJ/unidad monetaria). El trabajo indirecto requerido para elaborar y proporcionar los bienes y servicios necesarios en un determinado proceso generalmente se mide como el coste monetario del servicio, es decir, la intensidad energética se calcula como seJ/unidad monetaria.
Potencia emergética es un flujo de emergía (i.e., emergía por unidad de tiempo). Los flujos de emergía habitualmente se expresan en unidades de potencia solar emergética (emjulios solares por unidad de tiempo, seJ/s, seJ/año).

## Nomenclatura emergética
Para evitar confusiones con otras formas de análisis y definir rigurosamente los conceptos, se ha desarrollado toda una nomenclatura energética que define los términos, unidades, e indicadores usados en las evaluaciones emergéticas. La siguiente tabla muestra los términos, abreviaturas, definiciones y unidades relacionadas con la emergía, resumidas a partir de la literatura existente.
| Term                                                | Definition | Abbreviation                                                                      | Units                             |
| --------------------------------------------------- | --- | --------------------------------------------------------------------------------- | --------------------------------- |
| Propiedades Extensivas                              | |                                                                                   |                                   |
| Emergía                                             | Cantidad de energía disponible de un tipo (habitualmente la solar) que se emplea, directa o indirectamente, para generar un determinado flujo o reserva de materia y/o energía. | Em                                                                                | seJ (Julios equivalentes solares) |
| Flujo de Emergía                                    | Cualquier flujo de emergía asociada con energía o materiales que se introducen en un sistema o proceso.                                                                         | R= flujos renovables; N= flujos no renovables; F= flujos importados; S= servicios | seJ*tiempo-1                      |
| Producto Emergético Bruto                           | El total de emergía usada anualmente por una economía nacional o regional | GEP                                                                               | seJ*yr-1                          |
| Propiedades intensivas relacionadas con el producto | |                                                                                   |                                   |
| Transformicidad                                     | Inversión de emergía por unidad de energía útil generada por un proceso | Τr                                                                                | seJ*J-1                           |
| Emergía Específica                                  | Emergía invertida por unidad de materia seca generad en un determinado proceso                                                                                                  | SpEm                                                                              | seJ*g-1                           |
| Intensidad emergética de la moneda                  | Inversión de emergía por unidad de PIB generado en un país, región o proceso | EIC                                                                               | seJ*curency-1                     |
| Propiedades intensivas relacionadas con el espacio  | |                                                                                   |                                   |
| Densidad Emergética                                 | Emergía contenida en una unidad de volumen de un determinado material | EmD                                                                               | seJ*volumen-3                     |
| Propiedades intensivas relacionadas con el tiempo   | |                                                                                   |                                   |
| Potencia Emergética                                 | Flujo de emergía (liberada, usada) por unidad de tiempo | EmP                                                                               | seJ*tiempo-1                      |
| Intensidad de la Potencia Emergética                | Potencia energética en una determinada superficie (emergía liberada por unidad de tiempo y área)                                                                                | EmPI                                                                              | seJ*tiempo-1*área-1               |
| Densidad de Potencia Emergética                     | Emergía liberada por una unidad de superficie (e.g. una central energética o un motor)                                                                                          | EmPd                                                                              | seJ*tiempo-1*volumen-3            |
| Selección de indicadores de comportamiento          | |                                                                                   |                                   |
| Emergía usada                                       | Inversión total de emergía en un proceso (medida de la huella ecológica de un proceso)                                                                                          | U= N+R+F+S (ver Fig.1)                                                            | seJ                               |
| Índice de Apropiación de Emergía                    | Emergía total usada por unidad de emergía invertida | EYR= U/(F+S) (ver Fig.1)                                                          | -                                 |
| Índice de Carga Ambiental                           | Emergía total de origen no renovable e importado usada por unidad de recursos locales renovables                                                                                | ELR= (N+F+S)/R (ver Fig.1)                                                        | -                                 |
| Ínidce de Sotenibilidad Emergética                  | Emergía apropiada por unidad de carga ambiental | ESI= EYR/ELR (ver Fig.1)                                                          | -                                 |
| Renovabilidad                                       | Porcentaje del total de emergía usada que es renovable. | %REN= R/U (ver Fig.1)                                                             | -                                 |
| Índice de Inversión Emergética                      | Necesidad de inversión en emergía para explotar una unidad de recurso local (renovable y no renovable).                                                                         | EIR= (F+S)/(R+N) (ver Fig.1)                                                      | -                                 |

## El método de contabilidad emergética
La contabilidad emergética convierte la base termodinámica de todas las formas de energía, recursos y servicios humanos en equivalentes de una única forma de energía, generalmente la solar. Para evaluar un sistema, un diagrama del sistema organiza la evaluación y da cuenta de las entradas y salidas de energía. A partir del diagrama se construye un cuadro de los flujos de recursos, mano de obra y energía y se evalúan todos los flujos. El paso final implica la interpretación de los resultados.

### Propósito
En algunos casos, la evaluación se hace para determinar cómo se ajusta una determinada propuesta económica con el medio ambiente. En otros casos, se comparan diferentes alternativas, o se trata de encontrar el modo de uso de un determinado recurso que permite maximizar la viabilidad económica de dicho uso (En la Tabla 4 se presentan algunas evaluaciones energéticas de sistemas y procesos).

### Diagrama de sistemas

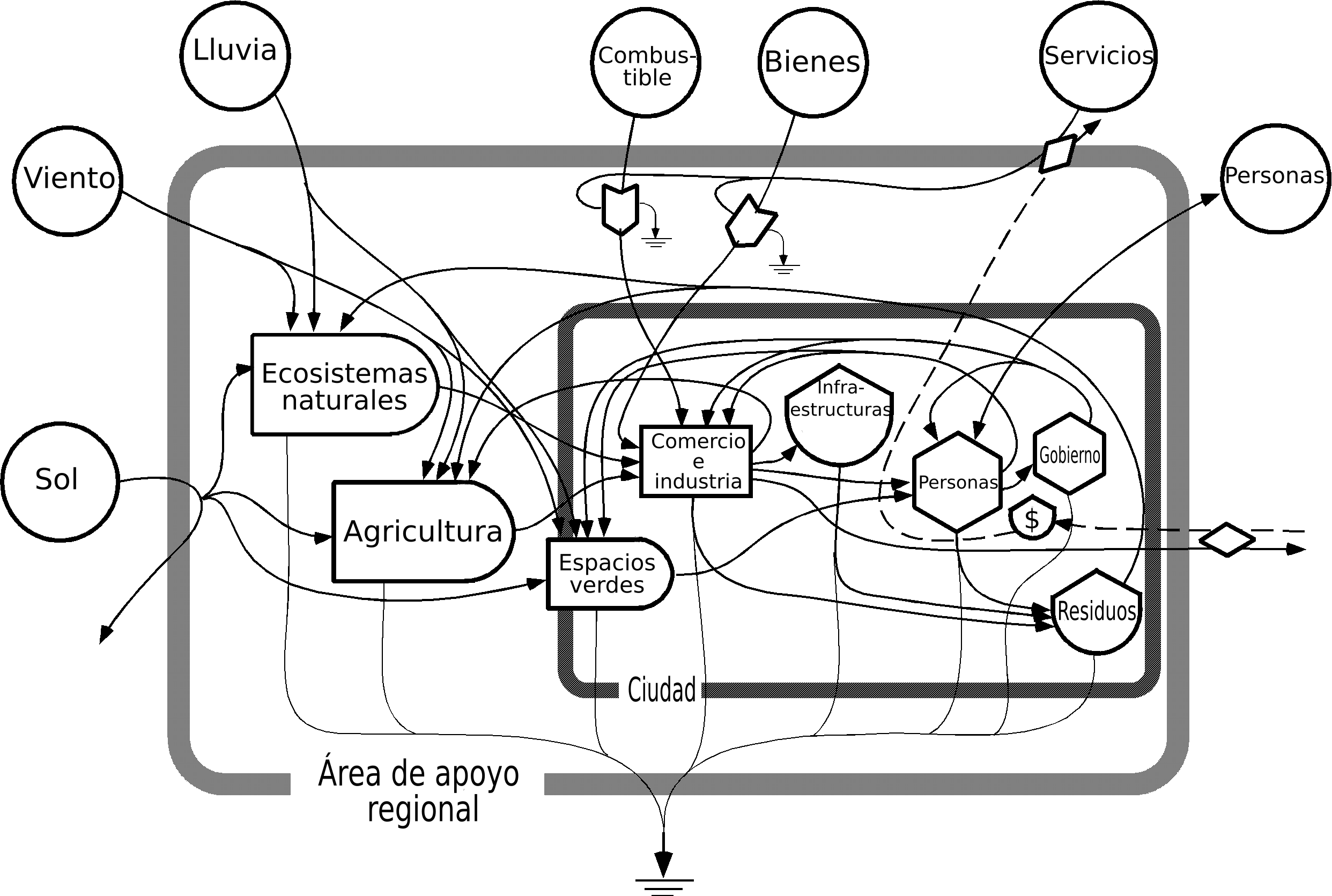
Figura 1: Diagrama del sistema de energía de una ciudad en su región de apoyo

Los diagramas del sistema muestran las entradas que se evalúan y se suman para obtener la emergía de un flujo. En la figura 1 se muestra un diagrama de una ciudad y su área de apoyo regional.

### Preparación de una tabla de evaluación emergética
Se construye una tabla (ver ejemplo más abajo) de los flujos de recursos, trabajo y energía a partir del diagrama de flujos. Los datos sobre los flujos de entrada que cruzan los límites se convierten en unidades energética, y entonces se suman para obtener la emergía total que dirige el sistema. Los flujos de emergía por unidad de tiempo (habitualmente por año) se presentan en una tabla como elementos separados. Las tablas se construyen en el mismo formato, con los títulos de columnas y el formato que se menciona a continuación:
| Note | Item(nombre)     | Data(flow/time) | Unidades     | UEV (seJ/unidad) | Emergía Solar (seJ/tiempo)          |
| ---- | ---------------- | --------------- | ------------ | ---------------- | ----------------------------------- |
| 1.   | Primer elemento  | xxx.x           | J/año        | xxx.x            | Em1                                 |
| 2.   | Segundo elemento | xxx.x           | g/año        | xxx.x            | Em2                                 |
| --   |                  |                 |              |                  |                                     |
| n.   | n-ésimo elemento | xxx.x           | J/año        | xxx.x            | Emn                                 |
| O.   | Propucto         | xxx.x           | J/año o g/ño | xxx.x            | {\displaystyle \sum _{n}^{1}Em_{i}} |

#### Leyenda
- La Columna #1 es el número de línea del elemento evaluado, que habitualmente es también el número de la nota al pie de la tabla donde se muestran los datos básicos y los cálculos para evaluar los elementos.
- La Columna # 2 es el nombre del elemento, que se muestra en el diagrama agregado.
- La Columna # 3 es el dato básico en julios, gramos, dólares u otras unidades.
- La Columna # 4 muestra las unidades de los datos para cada elemento.
- La Columna # 5 es el valor emergético unitario, expresado en julios solares energéticos por unidad. Algunas veces, los inputs se expresan en gramos, horas, o dólares, así que se elige un UEV determinado (sej/hora; sej/g; sej/unidad monetaria).
- La Columna # 6 es la emergía solar de un determinado flujo, calculada como el producto del valor del elemento evaluado por el UEV (Columna 3 por
Columna 5).

A cada tabla le sigue una nota al pie que muestra las citas para los datos y los cálculos.

### Cálculo de los valores emergéticos unitarios
Una vez se han convertido todos los elementos del sistema en términos de emergía, se calcula el valora emergético unitario para el producto o proceso. El producto (fila “O” en el ejemplo anterior) se valora primero en términos de energía o masa. Las entradas de emergía correspondientes a los elementos del sistema se suman y el valor emergético unitario se calcula dividiendo la emergía total por las unidades del producto. Los valores unitarios que resultan de cada evaluación son útiles para otras evaluaciones energéticas.

### Indicadores de comportamiento del sistema

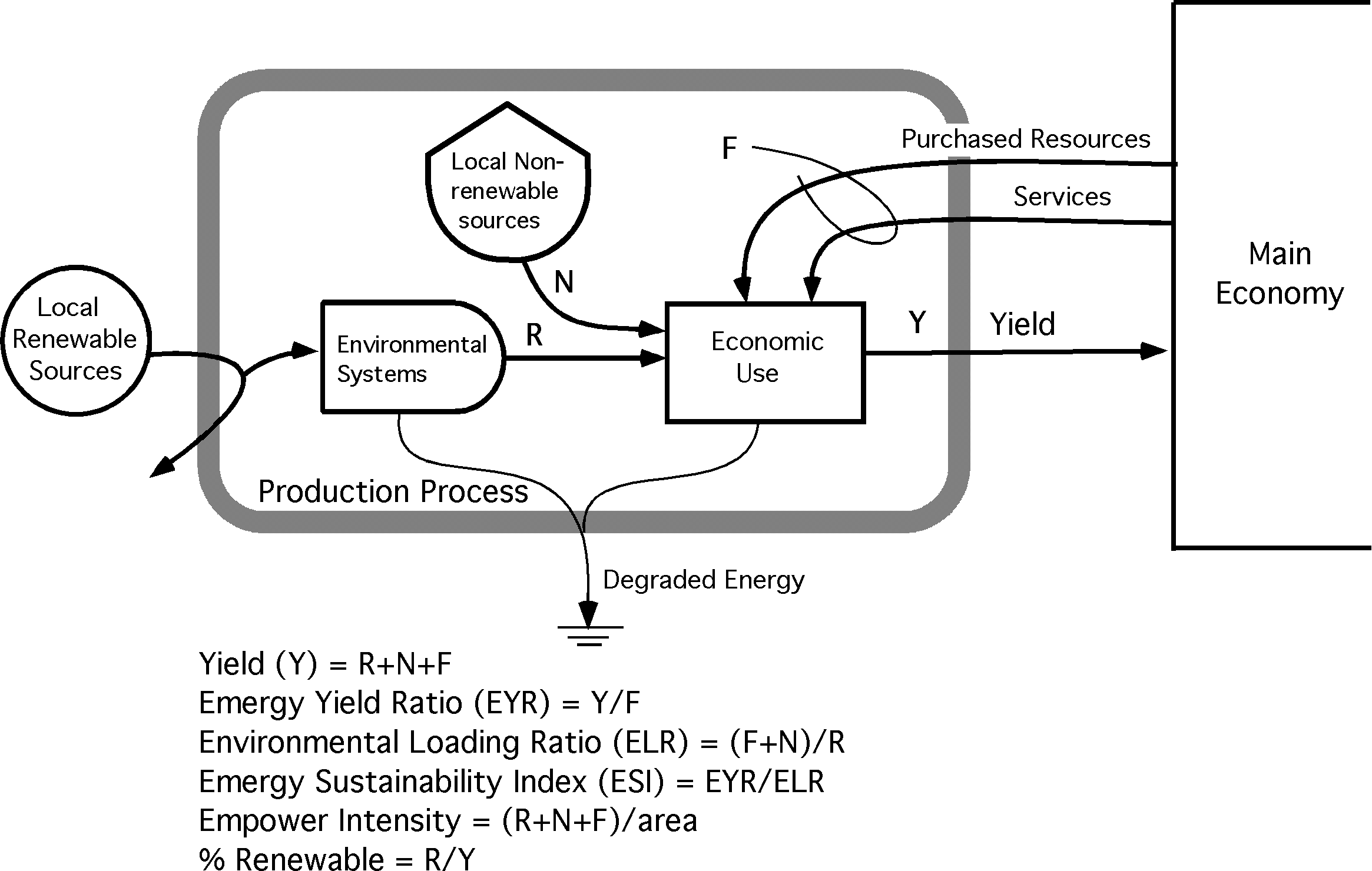
Diagrama de flujos usado en los indicadores de comportamiento

El diagrama de flujos de la Figura 2 muestra las contribuciones no renovables (N) como una reserva material de emergía, las entradas renovables desde el medio ambiente (R), y las entradas de bienes y servicios adquiridos por la economía (F). Las entradas de bienes y servicios son necesarias para que el proceso tenga lugar e incluyen servicios humanos y materiales y energía no renovables comprados en cualquier lugar (combustibles, minerales, electricidad, maquinaria, fertilizantes, etc). Existen numerosos indicadores e índices, como se explica en la Figura 2, que se usan para evaluar el comportamiento global del proceso o sistema, tal y como sigue:
Índice de Apropiación de Emergía (EYR) Emergía total usada por unidad de emergía invertida. La relación sirve para entender en qué medida una inversión permite a un proceso explotar recursos locales para contribuir a la economía.
Índice de Carga Ambiental (ELR). Emergía total de origen no renovable e importado usada por unidad de recursos locales renovable. Es un indicador de la presión de un proceso de transformación sobre el medio ambiente y puede ser considerada como una medida del estrés de un ecosistema debido a una actividad de transformación.
Índice de Sostenibilidad Emergética (ESI). La relación entre el EYR y el ELR. Pretende medir la contribución de un recurso o proceso a la economía por unidad de carga ambiental.
Intensidad de Potencia Emergética por unidad de superficie. La relación del total de emergía usada en la economía de una región o nación con el área total de la misma. La densidad de emergía renovable y no renovable se calculan dividiendo el total de emergía renovable por área y el total de emergía no renovable por área, respectivamente.
Hay otra serie de múltiples relaciones muchas veces calculados según el tipo y la escala de los sistemas que se evalúen.
Porcentaje de Emergía Renovable (%Ren). La relación de emergía renovable y el uso total de emergía. A largo plazo, solo procesos con un alto %Ren son sostenibles.
Precio emergético. El precio emergético de un determinado bien o servicio es la emergía que uno recibe por el dinero invertido. Sus unidades son sej/unidad monetaria.
Relación de Intercambio Emergético (EER). La relación de emergía intercambiada en un intercambio o compra (lo que se recibe en relación con lo que se da). La relación se expresa teniendo en cuenta ambos lados del intercambio y es una medida de la ventaja comparativa de una parte sobre la otra.
Emergía per capita. La relación del total de emergía usada en la economía de una región o nación con el total de la población. La emergía per cápita se puede usar como una medida del nivel medio de vida potencial.

## Usos de la metodología emergética
El reconocimiento de la relevancia de la energía para el crecimiento y las dinámicas de todos los sistemas complejos ha implicado un creciente énfasis en métodos de evaluación ambiental que puedan contabilizar e interpretar los efectos de los flujos de materiales y energía en sistemas de ser humano-naturaleza a todas las escalas. La siguiente tabla muestra algunas áreas de investigación en las cuales la metodología energética ha sido empleada.
| Emergía y ecosistemas Autoorganización (Odum, 1986; Odum, 1988) Ecosistemas acuáticos y marinos (Odum et al., 1978a; Odum and Arding, 1991; Brandt-Williams, 1999) Pirámides tróficas (Odum et al. 1999; Brown and Bardi, 2001) Salud de los ecosistemas(Brown and Ulgiati, 2004) Ecosistemas forestales (Doherty et al., 1995; Lu et al. 2006) Complejidad (Odum, 1987a; Odum, 1994; Brown and Cohen, 2008) Biodiversdidad (Brown et al. 2006)                                                                                      |
| Emergía e información Diversidad e información (Keitt, 1991; Odum, 1996, Jorgensen et al., 2004) Cultura, Educación, Universidad (Odum and Odum, 1980; Odum et al., 1995; Odum et al., 1978b) |
| Emergía y Agricultura Producción de alimentos, agricultura (Odum, 1984; Ulgiati et al. 1993; Martin et al. 2006; Cuadra and Rydberg, 2006; de Barros et al. 2009; Cavalett and Ortega, 2009) Producción ganadera (Rótolo et al.2007) Agricultura y sociedad (Rydberg and Haden, 2006; Cuadra and Björklund, 2007; Lu, and Campbell, 2009) Erosión del suelo (Lefroy and Rydberg, 2003; Cohen et al. 2006) |
| Emergía y fuentes de energía Combustibles fósiles (Odum et a.l 1976; Brown et al., 1993; Odum, 1996; Bargigli et al., 2004; Bastianoni et al. 2005; Bastianoni et al. 2009) Electricidad renovable y no renovable (Odum et al. 1983; Brown and Ulgiati, 2001; Ulgiati and Brown, 2001; Peng et al. 2008) Embalses hidroeléctricos (Brown and McClanahan, 1992) Biocombustibles (Odum, 1980a; Odum and Odum, 1984; Carraretto et al., 2004; Dong et al. 2008; Felix and Tilley, 2009; Franzese et al., 2009) Hidrógeno (Barbir, 1992) |
| Emergía y Economía Análisis nacionales e internacionales (Odum, 1987b; Brown, 2003; Cialani et al. 2003; Ferreyra and Brown. 2007; Lomas et al., 2008; Jiang et al.,2008) Comercio (Odum, 1984a; Brown, 2003) Contabilidad ambiental (Odum, 1996) Políticas de desarrollo (Odum, 1980b) Sostenibilidad (Odum, 1973; Odum, 1976a; Brown and Ulgiati, 1999; Odum and Odum, 2002; Brown et al. 2009) Turismo (Lei and Wang, 2008; Vassallo et al., 2009)                                                                                |
| Emergía y ciudades Organización espacial y desarrollo urbano (Odum et al., 1995b; Huang, 1998; Huang and Chen, 2005; Ascione, et. al 2009) Metabolismo urbano (Huang et al.,2006; Zhang et al., 2009) Modos de transporte (Federici, et al. 2003; Federici et al., 2008; Federici et al., 2009; Almeida et al., 2010 ) |
| Emergía y paisajes Potencia emergética especial, indicadores de desarrollo del paisaje (Brown and Vivas, 2004; Reiss and Brown, 2007) Emergía en usos del suelo (Kangas, 2002) Cuencas (Agostinho et al., 2010) |
| Emergía e Ingeniería ecológica Modelos de restauración (Prado-Jartar and Brown, 1996) Proyectos de transformación (Brown, 2005; Lu et al., 2009 ) Ecosistemas artificiales: humedales, lagunas (Odum, 1985) Tratamiento de aguas (Kent et al. 2000; Grönlund, et al. 2004) |
| Emergía, flujo de materiales y reciclado Minería y procesado de minerales (Odum, 1996; Pulselli et al.2008) Producción industrial, ecodiseño (Zhang et al. 2009; Almeida et al., 2009) Patrones de reciclaje en sistemas dominados por el hombre (Brown and Buranakarn, 2003) |
| Emergía y termodinámica Eficiencia y potencia (Odum and Pinkerton, 1955; Odum, 1995) Principio de Máxima Potencia Emergética (Odum, 1975; Odum, 1983; Cai e al., 2004) Paradigma pulsante (Odum, 1982; Odum, W.P. et al., 1995) Principios termodinámicos (Giannantoni, 2002, 2003) |
| Emergía y modelado de sistemas Lenguaje energético y modelado de sisteams (Odum, 1971; Odum, 1972) Sostenibilidad nacional (Brown et al. 2009) Análisis de la incertidumbre (Laganis and Debeljak, 2006; Ingwersen, 2010) |
| Emergía y política Herramientas para tomadores de decisiones (Giannetti et al., 2006; Almeida, et al. 2007; Giannetti et al., 2010) Conservación y valor de cambio (Lu et al.2007) |
| Las referencias para cada una de las citas de esta tabla se dan en una lista separada al final de este artículo |

## Controversias
El concepto de emergía ha generado multitud de controversias dentro de muchas comunidades académicas, entre ellas la de la Ecología, termodinámica y economía. La teoría emergética ha sido criticada bajo la asunción de que implica una teoría energética del valor opuesta a otras teorías del valor. Esta crítica tiende a ignorar que la evaluación emergética proporciona un concepto “egocéntrico” del valor de los sistemas, procesos y productos opuesto al antropocéntrico, usado habitualmente en la economía. Así, el objetivo de la evaluación emergética no es el de reemplazar los valores de carácter monetario, sino proporcionar información adicional, desde un punto de vista diferente, de tal modo que las políticas públicas se puedan beneficiar de la misma.
Mientras que la calidad de la energía ha sido reconocida, en algunos casos, en la literatura energética donde diferentes formas de energía fósil se expresan en equivalentes de carbón o de petróleo, y algunos investigadores incluso han expresado la electricidad en equivalentes de petróleo, usando eficiencias calculadas a partir de la primera ley de la termodinámica, muchos investigadores han sido reacios a aceptar las correcciones de calidad. La idea de que una caloría de luz solar no es equivalente a una caloría de combustibles fósiles o electricidad da una impresión absurda, basándonos en una definición de las unidades de energía como medida del calor ligada a la 1.ª Ley de la Termodinámica (i.e. julio como equivalente mecánico del calor). Otros no han aceptado el concepto por ser supuestamente impracticable calcular la cantidad de luz solar que se requiere para producir una unidad de petróleo. Este aspecto tiene que ver con la incertidumbre que tiene dicho cálculo. Al combinar sistemas de seres humanos y naturaleza y evaluar la contribución ambiental a la economía, los economistas convencionales critican la metodología energética por no tener en cuenta los valores de cambio de los mercados determinados por la disposición a pagar.